# Tecmo Cup Soccer Game
Tecmo Cup Soccer Game,  i Japan känt som Captain Tsubasa och i Europa som Tecmo Cup Football Game är ett fotbollsspel till NES. 
Spelet är ett fotbolls-rollspel där man styr en spelare i taget. När motståndarlaget försöker komma och ta bollen, eller då man spelar med textkommandon.

### Fotnoter
1. 1 2 3  Captain Tsubasa Arkiverad 16 april 2010 hämtat från the Wayback Machine. (detaljer) på GameFAQs
2. 1 2 3  ”Tecmo Cup Soccer Game”. NES DB. 26 mars 1988. Arkiverad från originalet den 21 april 2014. https://web.archive.org/web/20140421082619/http://www.nesdb.se/game_more.php?id=228&rid=1. Läst 20 april 2014.
3. ↑  ”Tecmo Cup” (på svenska). Nintendomagasinet (Kungsbacka: Atlantic) (9 1992):  sid. 9 (Power Player). september 1992. Läst 20 april 2014.